# Donald Joseph Hying
Donald Joseph Hying (West Allis, 18 agosto 1963) è un vescovo cattolico statunitense, dal 25 aprile 2019 vescovo di Madison.

## Biografia
Donald Joseph Hying è nato a West Allis, in Wisconsin, il 18 agosto 1963 ed è il minore dei sei figli di Albert e Catherine Hying, entrambi deceduti.

### Formazione e ministero sacerdotale
Ha frequentato le scuole elementari "San Luigi" e "Cuore Immacolato di Maria" a West Allis e poi la Brookfield Central High School. Ha compiuto i primi studi ecclesiastici presso la Marquette University a Milwaukee. Nel 1985 ha ottenuto un il baccalaureato in teologia, filosofia e storia. Ha proseguito la formazione presso il seminario "San Francesco di Sales" a Milwaukee. Nel 1989 ha conseguito il Master of Divinity. Successivamente, ha completato i corsi per il dottorato in ministero presso l'University of Saint Mary of the Lake a Mundelein.
Il 20 maggio 1989 è stato ordinato presbitero per l'arcidiocesi di Milwaukee da monsignor Rembert George Weakland. In seguito è stato vicario parrocchiale della parrocchia di Sant'Antonio a Menomonee Falls dal 1989 al 1994; membro dell'equipe della parrocchia della Sacra Famiglia nella Repubblica Dominicana dal 1994 al 1997; amministratore parrocchiale della parrocchia di San Pietro a East Troy nel 1998; vicario parrocchiale della parrocchia di Sant'Antonio a Milwaukee dal 1998 al 1999; parroco della parrocchia di Nostra Signora della Speranza a Milwaukee dal 1999 al 2005; decano della formazione del seminario "San Francesco di Sales" a Milwaukee dal 2005 al 2007; amministratore parrocchiale della parrocchia di Sant'Agostino a Milwaukee nel 2006 e rettore del seminario dal 2007 al 2011.

### Ministero episcopale
Il 26 maggio 2011 papa Benedetto XVI lo ha nominato vescovo ausiliare di Milwaukee e titolare di Regie. Ha ricevuto l'ordinazione episcopale il 20 luglio successivo nella cattedrale di San Giovanni Evangelista a Milwaukee dall'arcivescovo metropolita di Milwaukee Jerome Edward Listecki, co-consacranti l'arcivescovo metropolita di New York Timothy Michael Dolan e il vescovo ausiliare di Milwaukee Richard John Sklba.
Nel febbraio del 2012 ha compiuto la visita ad limina.

Stemma di monsignor Hying come vescovo di Gary.

Il 24 novembre 2014 papa Francesco lo ha nominato vescovo di Gary. Ha preso possesso della diocesi il 6 gennaio successivo. In questa sede nel 2017 ha supervisionato il primo sinodo diocesano.
Il 25 aprile 2019 lo stesso pontefice lo ha nominato vescovo di Madison. Ha preso possesso della diocesi il 25 giugno successivo.
Nel dicembre del 2019 ha compiuto una seconda visita ad limina.
Monsignor Hying è stato uno dei pochi vescovi a criticare pubblicamente la distruzione di statue nell'ambito delle proteste seguite alla morte di George Floyd, in particolare quelle di Junípero Serra in California. Ha anche rigettato la richiesta di Shaun King di distruggere le immagini che ritraggono Gesù come caucasico.
In seno alla Conferenza dei vescovi cattolici degli Stati Uniti è membro del comitato per la protezione dei minori e dei giovani, del comitato per l'educazione e del sottocomitato per gli aiuti alla Chiesa nell'Europa centrale e orientale.
Oltre all'inglese, parla lo spagnolo.

## Genealogia episcopale
La genealogia episcopale è:
- Cardinale Scipione Rebiba
- Cardinale Giulio Antonio Santori
- Cardinale Girolamo Bernerio, O.P.
- Arcivescovo Galeazzo Sanvitale
- Cardinale Ludovico Ludovisi
- Cardinale Luigi Caetani
- Cardinale Ulderico Carpegna
- Cardinale Paluzzo Paluzzi Altieri degli Albertoni
- Papa Benedetto XIII
- Papa Benedetto XIV
- Papa Clemente XIII
- Cardinale Giovanni Francesco Albani
- Cardinale Carlo Rezzonico
- Cardinale Antonio Dugnani
- Arcivescovo Jean-Charles de Coucy
- Cardinale Gustave-Maximilien-Juste de Croÿ-Solre
- Vescovo Charles-Auguste-Marie-Joseph Forbin-Janson
- Cardinale François-Auguste-Ferdinand Donnet
- Vescovo Charles-Emile Freppel
- Cardinale Louis-Henri-Joseph Luçon
- Cardinale Charles-Henri-Joseph Binet
- Cardinale Maurice Feltin
- Cardinale Jean-Marie Villot
- Cardinale Agostino Cacciavillan
- Cardinale Francis Eugene George, O.M.I.
- Arcivescovo Jerome Edward Listecki
- Vescovo Donald Joseph Hying

## Araldica
| Stemma | Titolare                               | Descrizione |
|        | Donald Joseph Hying Vescovo di Madison | Partito: al primo ondato d'argento e d'azzurro, alla croce di rosso caricata del barbo d'argento; al secondo, inquartato: al primo di rosso, all'aquila d'argento; al secondo d'argento al Sacro Cuore di rosso, fiammante e coronato di spine d'oro; al terzo, d'argento alla rosa di rosso, bottonata e punteggiata di verde; al quarto, gheronato di rosso e d'argento. Ornamenti esteriori da vescovo. Motto "Caritas numquam excidit" ("La carità non avrà mai fine"). |